# Konie
Konie (prononciation : [ˈkɔɲe]) est un village polonais de la gmina de Pniewy dans le powiat de Grójec de la voïvodie de Mazovie dans le centre-est de la Pologne.
Il se situe à environ 12 kilomètres au nord-ouest de Grójec (siège du powiat) et à 40 kilomètres au sud-ouest de Varsovie (capitale de la Pologne).
Le village possède une population de 196 habitants en 2009.

## Histoire
De 1975 à 1998, le village appartenait administrativement à la voïvodie de Radom.